# El Almogávar Leridano
El Almogávar Leridano fue un periódico editado en la ciudad española de Lérida entre 1892 y, al menos, 1894.

## Descripción
Nacido como semanario carlista, se convirtió al poco en diario gracias a su director, Salvador Morales Marcén, que, según Navarro Cabanes, lo redactaba solo. Apareció el 19 de marzo de 1892, con un artículo en el que se presentaba en sociedad con, entre otras, las siguientes palabras:

«Si se quiere saber ahora cuál es nuestro programa, diremos que está soberanamente condensado en los tres grandes principios resumidos en estos tres nombres augustos de nuestra bandera: Dios, Patria, Rey»
El Almogávar Leridano de 19 de marzo de 1892, citado por Navarro Cabanes

Morales acabaría por abandonar la dirección para pasar a integrar la redacción de El Correo Catalán. Asegura Navarro Cabanes que El Almogávar Leridano se seguía editando en 1894.